# Оливера Станишић
Оливера Станишић (рођена Штрбац, до 2019. потписивана девојачким презименом) Београд, 13. април 1974), je српска сликарка и мозаичарка.
Oсновну и средњу школу завршила је у Земуну. На Вишој политехничкој школи у Београду у Одсек за графичку технологију дипломирала је 2003. године. На Факултету примењених уметности у Београду, Одсек зидно сликарство, дипломирала је 2009. године. Члан је УЛУПУДС.
Уметнички је директор Културног парка Ковионица у Кутлову и члан Уметничког савета Галерије Оливера.

Имала је 12 самосталних и преко педесет колективних изложби у земљи и иностранству.

## Изложбе

### Самосталне изложбе
- 2002. Изложба слика „Још увек ходамо“, Народни универзитет „Браћа Стаменковић“, Београд;
- 2003. Изложба слика „Још увек ходамо“, позориште „Душко Радовић“, Београд;
- 2003. Изложба слика „Опстанак", Mеђународни прес центар, Београд;
- 2009. Изложба мозаика „Житије рукотвореног камена“, Галерија СКЦ, Нови Београд;
- 2010. Изложба мозаика „Запис у камену“, галерија „Кућа Ђуре Јакшића“, Београд;
- 2010. Изложба мозаика и слика, галерија Центра за културу и уметност, Алексинац;
- 2010. Изложба мозаика и слика, галерија „Божа Илић“, Прокупље;
- 2012. Изложба мозаика „Житије Беле“, Манифестација „Јефимијини дани“, Културни центар Трстеник;

- 2012. Изложба мозаика и скулптуре, „Ток Белe“, Галерија „Хелена“, Београд;
- 2014. Изложба мозаика „Житије Беле“, Градска галерија „Мостови Балкана“, Крагујевац;
- 2017. Изложба мозаика „Заокрет у светлости“, Дом културе Студентски град, Нови Београд;

- 2018. Изложба мозаика „Prima Мateria“, Галерија Прогрес, Београд;

### Групне изложбе у иностранству
- 2006. Изложба слика, галерија DLUM, Марибор, Словенија;
- 2006. Изложба слика, International Exhibition of Contemporary Arts: Casino di Velde, Аустрија;
- 2006. Изложба слика, International Exhibition of Contemporary Arts: Sistinе, Италија;
- 2007. Изложба слика, Галерија Al Castelo, Словенска Бистрица, Словенија;
- 2011. Изложба мозаика, Дани српске културе у Истри, Галерија „Винсент од Каства“, Пула, Хрватска;
- 2013. Изложба мозаика, Међународна конференција и изложба мозаика, International Gaziantep Mosaic Competition 2013, Gaziantep, Турска;

- 2014. Међународна изложба мозаика, "Tesserae 2014", Clauiano, Aquileia, Gradisca, Udine, Италија;

- 2015. Изложба мозаика, Међународна конференција и изложба мозаика International Gaziantep Mosaic Competition 2015, Gaziantep, Турска;

## Галерија
- Апостол Јуда
- Запис у камену
- Четири рајске реке
- Извор